# کریس آرجریس
کریس آرگریس (به انگلیسی: Chris Argyris) (زاده ۱۶ ژوئیه ۱۹۲۳ - درگذشته ۱۶ نوامبر ۲۰۱۳) او به علت نظریه شخصیت و سازمان شهرت پیدا کرد.

## زندگینامه
کریس آرجریس متولد ۱۶ ژوئیه ۱۹۲۳ در نیوآرک نیوجرسی آمریکا است. و استاد ممتاز کرسی جیمز کاننت ومسئول بخش‌هایی از دو دانشکده بازرگانی و آموزش دانشگاه هاروارد است و کتاب‌هایش در مورد تحول سازمانی و یادگیری سازمانی در زمره آثار کلاسیک است.
وی تا کنون ۸ عنوان افتخاری را از دانشگاههای ایالات متحده و دیگر کشورهای جهان دریافت کرده‌است.
او بیست سال از عمرش را در دانشگاه ییل گذرانده و به همین مناسبت برای بزرگداشت وی کرسی روان‌شناسی اجتماعی سازمان در آن دانشگاه به نام او تأسیس شده‌است. در سال ۱۹۹۷ جایزه کورت لوین به او تقدیم شد. او در ۱۶ نوامبر ۲۰۱۳ در سن ۹۰ سالگی در گذشت.

## کتابشناسی
آثار عمده آرجریس :
- شخصیت و سازمان (۱۹۵۷)
- ادغام فرد و سازمان (۱۹۶۴)
- سازمان و نوآوری (۱۹۶۵)
- تئوری و روش تداخل (۱۹۷۰)
- مدیریت و توسعه سازمانی (۱۹۷۱)
- تئوری در عمل (۱۹۷۴ به همراه دونالد شان)
- افزایش اثر بخشی رهبری (۱۹۷۶)
- یادگیری سازمانی (۱۹۷۸ به همراه دونالد شان)
- معقولیت، یادگیری، و عمل (۱۹۸۲)
- یادگیری سازمانی (۱۹۹۳)
- دانش برای عمل : راهنمایی جهت غلبه برموانع تغییر سازمانی (۱۹۹۳)
- اندرز غلط و دامی برای مدیر : چگونه مدیران متوجه نظرات و نصایح خوب و بد می‌شوند (۲۰۰۰)
- دانایی در خدمت عمل (تازه‌ترین اثر)